# Козацький голос
Козацький голос — газета національно-патріотичного спрямування. Виходила 1919 року (ч. 1—68). Видавали Пресове бюро 1-го Головного корпусу УГА, Пресова Кватира Начальної команди УГА та ін.
16 березня — 15 травня виходила в м. Кам'янці-Струмиловій (нині Кам'янка-Бузька) на Львівщині, згодом — у містах Тернополі і Кам'янці (нині Кам'янець-Подільський, Хмельницька область).
Рубрики:
- «Ситуаційний звіт з фронту»,
- «Зі світа»,
- «З галицьких українських часописей» та ін.